# Seagraves (Teksas)
Seagraves je grad u američkoj saveznoj državi Teksas. Prema popisu stanovništva iz 2010. u njemu je živjelo 2.417 stanovnika.